# Naturschutzgebiet Nassweide südlich des großen Kamps

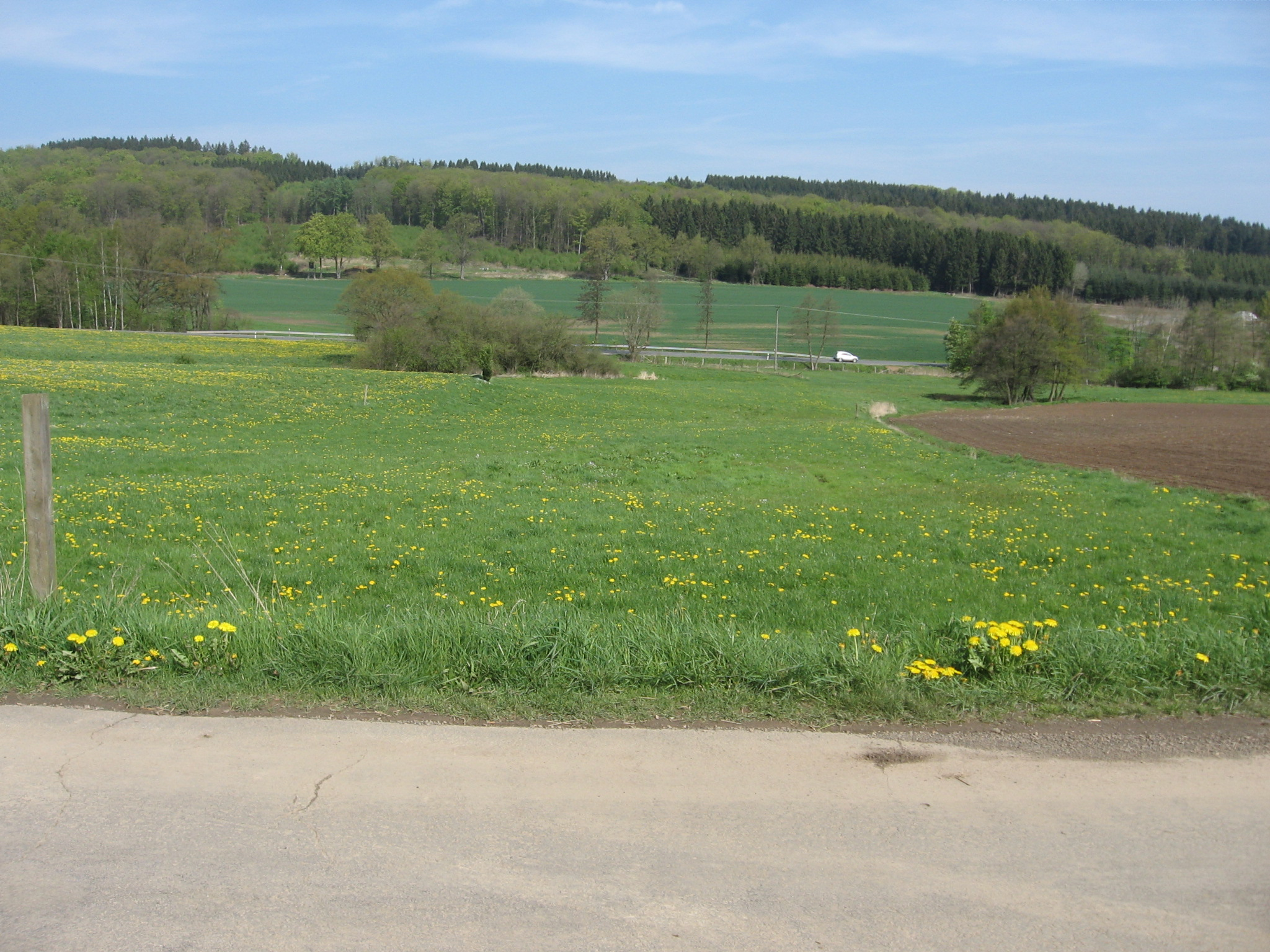
Naturschutzgebiet Nassweide südlich des großen Kamps

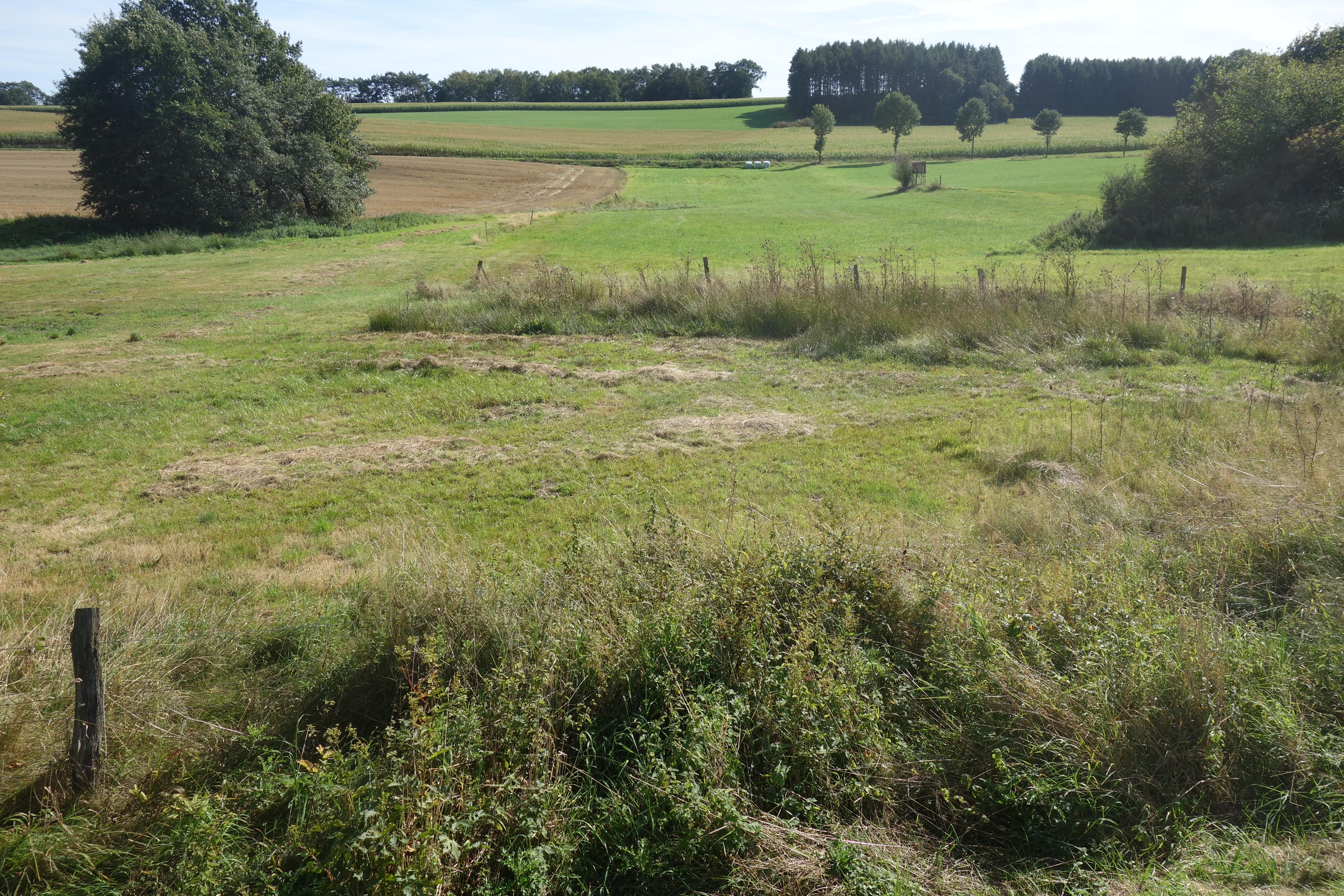
Ex-Naturschutzgebiet Nassweide südlich des großen Kamps von Norden

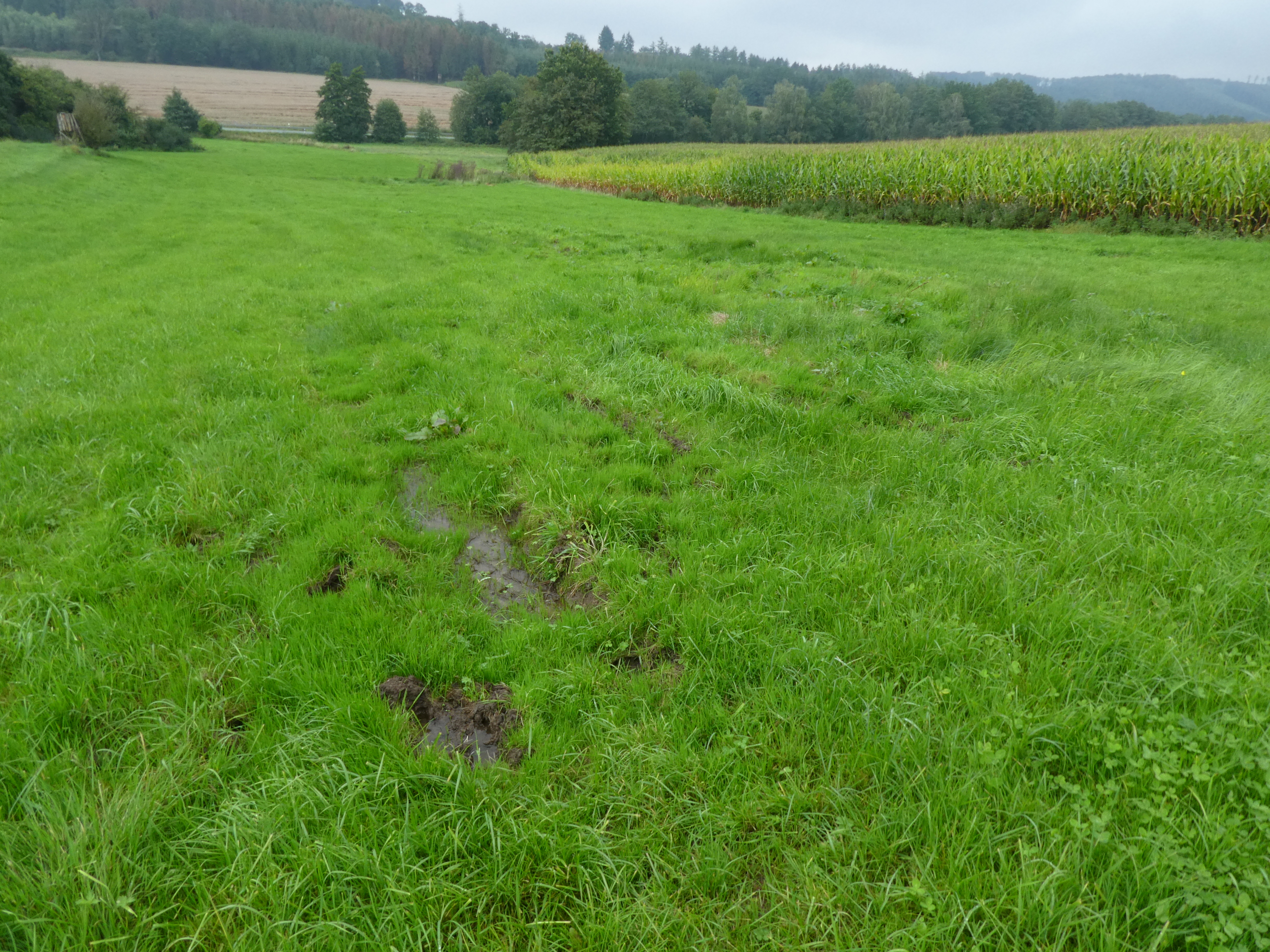
Blick nach Norden 2021

Das Naturschutzgebiet Nassweide südlich des großen Kamps mit einer Größe von 1 ha lag zwischen Seidfeld und Illingheim im Stadtgebiet von Sundern (Sauerland). Das Gebiet wurde 1993 mit dem Landschaftsplan Sundern durch den Hochsauerlandkreis als Naturschutzgebiet (NSG) ausgewiesen. Das NSG liegt direkt südlich der Kreisstraße K5. Südlich der Fläche liegt ein asphaltierter Wirtschaftsweg. Bei der Neuaufstellung des Landschaftsplans Sundern 2019 entfiel der NSG-Status. Teile des Gebietes, mit geschützten Biotopen, wurden dem Landschaftsschutzgebiet Talraum der Settmecke und der Bermecke zugeschlagen, der Rest des Gebietes wurde Teil vom Landschaftsschutzgebiet Ortsrandlagen und landwirtschaftliche Vorrangflächen im Landschaftsraum zwischen Amecke, Bruchhausen, Allendorf und Stockum.

## Gebietsbeschreibung
Beim Gebiet handelt es sich um eine Grünlandfläche und einen westlich angrenzenden Tümpel. Die Grünlandfläche hat teilweise den Charakter einer Nassweide. Es handelt sich um eine sanft eingesenkte, in den tiefsten Bereichen quellige Geländemulde. Westlich und östlich schließen Intensivgrünländer an. Der gesamte Bereich zeichnet sich durch seinen kleinräumigen Wechsel von frischen und feuchten bis nassen Bereichen auf, aus dem ein Mosaik von Frisch- und Feuchtgrünland sowie feuchten bis nassen Hochstaudenfluren resultiert. Grundsätzlich lassen sich zwei Bereiche unterscheiden. Die kleine, vor mehr als 28 Jahren aus der Nutzung genommene, westliche Quellmulde ist inzwischen komplett verbracht und hat sich zu einer feuchten bis nassen Hochstaudenflur entwickelt. Dominant sind Mädesüß und Brennnessel, in Teilbereichen können aber noch Arten wie Sumpfdotterblume, Wald-Simse oder auch Bachbunge gefunden werden. Das ehemalige recht große Orchideen-Vorkommen mit Gefleckten Knabenkraut zur Zeit der NSG-Ausweisung in den 1990er-Jahren ist verschwunden. Die sich von Süden nach Norden erstreckende, reliefreiche Quellmulde war bis 2005 noch insgesamt als Geschützter Biotop kartiert. 2005 wurde sie noch beweidet, aktuell wird sie gemäht und wurde vermutlich intensiviert. Nur noch an drei Stellen innerhalb des NSG und in einer 2013 neu kartierten Teilfläche östlich außerhalb des NSG befanden sich 2013 noch Flutrasenbereiche mit für die Ansprache als §42-Biotop ausreichenden Anzahl an Feuchtezeigern. Auch der Artenreichtum hat hier im Vergleich zur Kartierung 2005 abgenommen. Im Nordwesten steht ein kleines, vornehmlich aus Hasel und Schlehe aufgebautes Gebüsch. Die Ursache für das Verschwinden des großen Orchideen-Vorkommens ist wahrscheinlich die Verbrachung der westlichen Quellmulde.

## Schutzzweck
Das Naturschutzgebiet wurde zur Erhaltung eines Refugialbiotops für eine Rote-Liste-Pflanzenart und zum Schutz eines Laichgewässers von Amphibien eingerichtet. Ferner sollte die hohe strukturelle Vielfalt des Gebietes geschützt werden. Wie bei allen Naturschutzgebieten in Deutschland wurde in der Schutzausweisung darauf hingewiesen, dass das Gebiet „wegen der Seltenheit, besonderen Eigenart und Schönheit des Gebietes“ zum Naturschutzgebiet wurde.

## Verlust des NSG-Status
Der Artenreichtum hatte in den 2000 Jahren abgenommen. Die Ursache für das Verschwinden des großen Orchideen-Vorkommens ist wahrscheinlich die Verbrachung der westlichen Quellmulde. Auch der Rest der Fläche lag zeitweise brach. Trotzdem war das Gebiet 2019 bzw. bei der letzten Kartierung 2012, noch immer ein gesetzlich geschütztes Biotop nach § 30 BNatSchG. Welches auch im Biotopkataster des LANUV aufgeführt wurde. Aber ein NSG-Status wäre einem zukünftig geplanten Industriegebiet, welches zwischen Seidfeld und Illingheim liegen soll, im Wege. Es erfolgte eine Ausweisung als Landschaftsschutzgebiet vom Typ B, da gehen Genehmigungen für Eingriffe bzw. eine Bebauung flotter vonstatten.